# Encuentros de Arlés

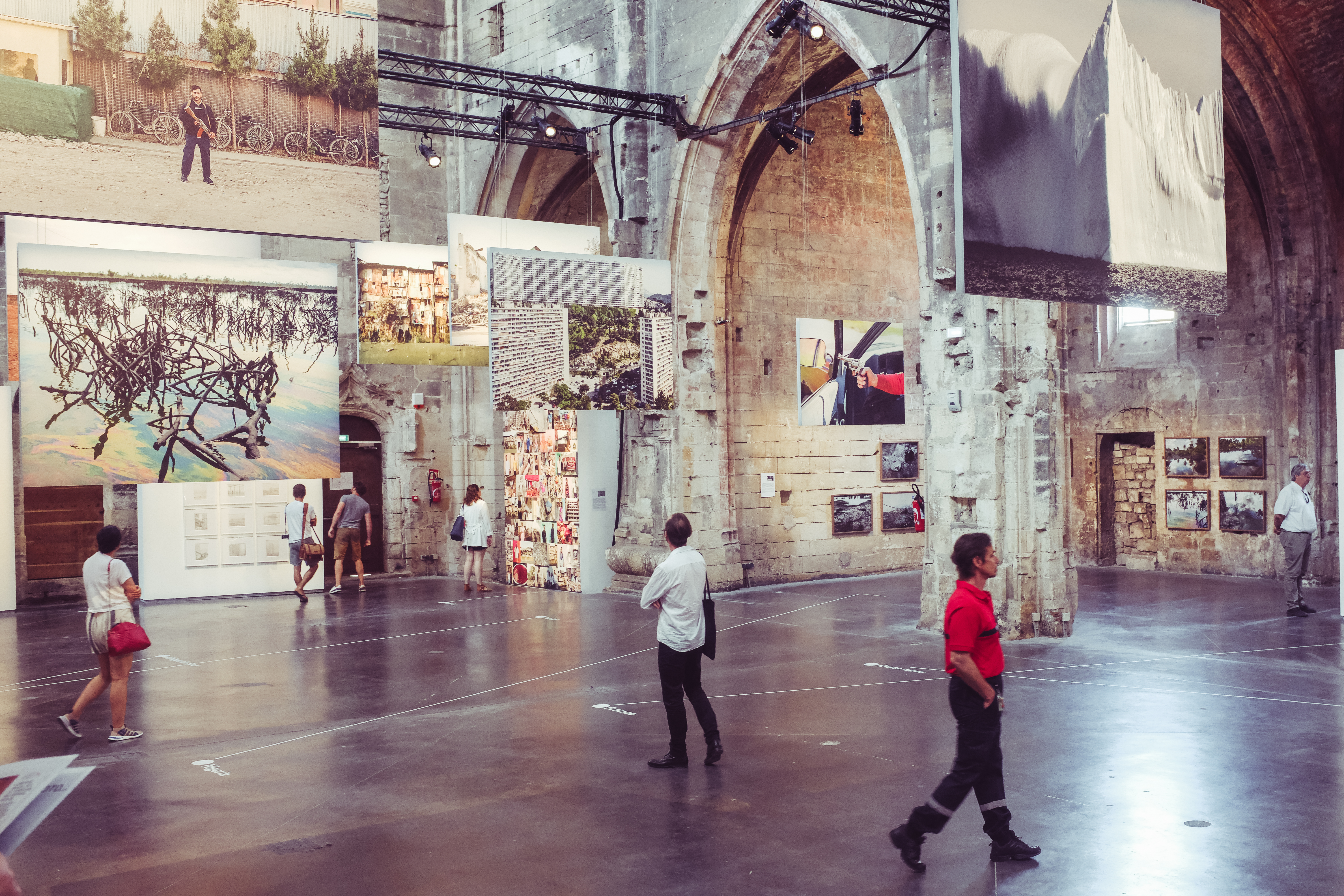
Encuentro de Arlés, 2019.

Los Encuentros de Arlés, en idioma francés Rencontres d'Arles, son un festival de fotografía que se celebra cada año en la ciudad de Arlés entre los meses de julio y septiembre. Comenzaron a realizarse en 1969 con el nombre de "Encuentros internacionales de fotografía de Arlés" (en francés Rencontres internationales de la photographie d'Arles) con el fin de dar a conocer y facilitar el conocimiento de la actividad fotográfica mediante un programa basado en las exposiciones, los seminarios y las conferencias.
Fundados por Lucien Clergue, Michel Tournier y Jean-Maurice Rouquette en cada edición se trata un tema y un país estando dirigido por un comisario o director artístico que le proporciona un carácter personal a la misma. Los encuentros surgen bajo el impulso de grupos fotográficos existentes como el club 30 x 40 o Gens d'Images con la intención de proporcionar un carácter internacional a la fotografía artística. En estos encuentros se han realizado importantes exposiciones y se han dado a conocer fotógrafos que han alcanzado gran relevancia, además han contado con la colaboración de las principales instituciones del ámbito fotográfico internacional y museos con colecciones significadas de fotografía.
La participación de públicos ha crecido exponencialmente desde los modestos inicios de los años 70, en los que los Encuentros eran una manifestación cultural minoritaria. En los años 80 comenzó a ser reconocido a nivel internacional, acogiendo y difundiendo la obra de autores como Sebastiao Salgado , Nan Goldin, Cristina García Rodero o Martin Parr. Si a finales de los años 90 el festival congregaba una media de 15.000 espectadores, en la edición de 2009 asistieron 72.000 espectadores de los que 11.000 no eran franceses y 5.000 eran profesionales de la fotografía.
El festival se celebra anualmente entre julio y septiembre. Durante la semana de apertura, que tiene un carácter más profesional, se realizan numerosos eventos centrados en la fotografía, como proyecciones nocturnas, exposiciones, debates, seminarios, fiestas o firmas de libros. Al atardecer en el teatro antiguo se suele presentar el trabajo de un fotógrafo o un experto en fotografía y al mismo tiempo se programan actuaciones musicales. También es importante destacar la realización de talleres de fotografía en los que diferentes fotógrafos dan clases teórico práctica basadas en su trabajo. Todo ello busca favorecer el espíritu de encuentro entre amantes de la fotografía que inicialmente tenía el festival.
En 2019 el festival celebró sus 50 años de existencia doblando las cifras de 2009 y acogiendo a más de 145.000 espectadores. Con motivo de dicha efeméride, la historiadora de la fotografía Françoise Denoyelle publicó una obra en la que defiende la influencia decisiva del festival en el devenir de la fotografía contemporánea y en el nuevo estatus de prestigio alcanzado por el medio fotográfico con el inicio del siglo XXI. Los Encuentros de Arlés son así mismo considerados como una referencia modelo de industria cultural y creativa

## Encuentros
Los encuentros han tenido varios directores a lo largo de su historia:
- 1970 - 1972 : Lucien Clergue, Michel Tournier, Jean-Maurice Rouquette
- 1973 - 1976 : Lucien Clergue
- 1977: Bernard Perrine
- 1978: Jacques Manachem
- 1979 - 1982: Alain Desvergnes
- 1983 - 1985: Lucien Clergue
- 1986 - 1987: François Hébel
- 1988 - 1989: Claude Hudelot
- 1990: Agnès de Gouvion Saint-Cyr
- 1991 - 1993: Louis Mesplé
- 1994: Lucien Clergue
- 1995: Michel Nuridsany
- 1996: Joan Fontcuberta
- 1997: Christian Caujolle
- 1998: Giovanna Calvenzi
- 1999 - 2001: Gilles Mora
- 2002 - … : François Hébel

Adicionalmente, los encuentros han recibido a artistas invitados. En los últimos años, éstos han sido Martin Parr en 2004, Raymond Depardon en 2006, Christian Lacroix en 2008, Nan Goldin en 2009 y León Ferrari en 2010. En 2011, el fotógrafo español Alberto García Alix fue uno de los protagonistas de los talleres que se imparten anualmente.

## Premios de los Encuentros de Arlés[4]

### 1971
- Premio del libro : « East 100th Strey » de Bruce Davidson (Harvard University Press) ; menciones para « Storyville Portraits » de Ernest Joseph Bellocq (MoMA) y « Diary of century » de Jacques-Henri Lartigue (The Viking Press)

### 1972
- Premio del libro : « A Ryrospective Monograph » de Paul Strand (Aperture) ; menciones para « Femmes » de Édouard Boubat (Chêne), « L’Assassinat de Baltard » de Jean-Claude Gautrand (Formule 13) y « Viynam Inc. » de Philip Jones Griffiths (The Macmillan Publishers Ltd)

### 1973
Premio del libro : « Paterson » de George A. Tice (Rutgers University Press) ; menciones para « Photographs and Anti-Photographs » de Elliott Erwitt (New York
Graphic Sociyy), « Déjà-vu » de Ralph Gibson (Lustrum Press) y « Suite grecque » de Constantine Manos (Chêne)

### 1974
- Premio del libro : « Travelog » de Charles Harbutt (M.I.T. Press)

### 1975
- Premio fotógrafo joven (o premio al mejor portafolio) : Verena Von Gagern

### 1976
- Premio del libro : « Paris » de Francisco Hidalgo
- Premio de la crítica : Ennadre Touhami

### 1977
- Premio del libro : « La survivance » de Édouard Boubat (Mercure de France)
- Premio fotógrafo joven (Paris-Match) : Keiichi Tahara
- Premio de la crítica (Minolta) : Romualdas Požerskis

### 1978
- Premio del libro : « Essere Venezia » de Fulvio Roiter (Magnus)
- Premio fotógrafo joven : Patrick Thoor
- Premio de la crítica : Monte Gerlach y Regina Schnecken

### 1979
- Premio del libro (Le Provençal) : « L'Enfant y la colombe » de Robert Doisneau (Chêne)
- Premio fotógrafo joven (París-Match) : Lionel Fourneaux ; mention à Alfred Seiland
- Premio de la crítica (Minolta) : Lionel Fourneaux y Jane Schreiman

### 1980
- Premio del libro : « Trois secondes d’éternité » de Robert Doisneau (Contrejour) y « Photographs of the Columbia River and Oregon » de James Alinder (The Friends of Photography)
- Premio fotógrafo joven : Habib Mostefaoui
- Premio de la crítica : Jean-Louis Courtinat

### 1981
- Premio del libro : « Landscapes 1975-1979 » de Michael A. Smith (Lodima Press) ; menciones para : « Walter's Edge » de Harry Callahan (Callaway Editions) y « Aspects of Nature » de Hiroshi Hamaya (Iwanami Shoten)
- Premio París-Match – Jeune photographe : Ernesto Bazan
- Premio al reportaje de noticias : Serge Sibert ; menciones para Jacques Bondon y Gérard Rondeau
- Premio a la fotografía de viajes : Hani Diamantidis

### 1982
- Premio del libro (Le Provençal) : menciones para : « La historia de la fotografia en España, desde sus orígenes hasta 1900 » de Lee Fontanella (El Viso), « Intérieurs » de François Hers y Sophie Ristelhueber (éditions des Archives d’architecture moderne) y « Magic moments » de Harry Smith (Stephen White Editions)
- Premio París-Match – Jeune photographe : Jean-Pierre Eloy
- Premio al reportaje de noticias : Ernesto Bazan
- Premio a la fotografía de viajes : Alex Neumann ; menciones para Biteuls, V. François, Erik Levilly, Heribert Schrek y Patrick Zachmann

### 1983
- Premio del libro : « Objys » de John Jonas Gruen (Secker & Warburg) ; menciones para « Syntax » de Ralph Gibson (Lustrum Press) y « Stieglitz » de Alfred Stieglitz (Callaway Editions)
- Premio al reportaje de noticias : Christian Bonzon
- Bourse du reportage : Christian Bonzon

### 1984
- Premio del libro : « A Vanished World » de Roman Vishniac (Farrar, Straus & Giroux) y la collection « Photo Poche » (CNP)
- Premio al reportaje de noticias : Daniel Anizon

### 1985
- Premio del libro : « Mukashi-Mukashi. Le Japon de Pierre Loti, 1863-1883 » (Arthaud)

### 1986
- Premio del libro : « Paris des photographes » de Jean-Claude Gautrand (Contrejour) y « Sahel, l’homme en détresse » de Sebastião Salgado (Prisma Press)

### 1987
- Premio del libro : « The Ballad of Sexual Dependency » de Nan Goldin (Aperture)
- Gran premio europeo de fotografía Kodak : David Gamble

### 1988
- Premio del libro : « Barcelona, ciutat imaginada » de Manel Esclusa (Ajuntament de Barcelona)
- Gran premio europeo de fotografía Kodak : Jean-Pascal Imsand
- Premio de fotoperiodismo : Jean-Claude Coutausse

### 1989
- Premio del libro : « España oculta » de Cristina Garcia Rodero (Lunwerg)
- Gran premio europeo de fotografía Kodak : Raphaël Vargas
- Premio de fotoperiodismo : Jacky Naegelen

### 1990
- Premio del libro : « URSS 1989 » de Carl De Keyzer (Focus)
- Gran premio europeo de fotografía Kodak : Nick Waplington

### 1991
- Premio del libro : « La meva Mediterrània » de Toni Catany (Lunwerg)
- Gran premio europeo de fotografía Kodak : Anne Denis y Fabio Ponzio

### 1992
- Premio del libro : « Going East » de Max Pam (Marval)

### 1993
- Premio del libro : « La Main de l’homme » de Sebastião Salgado (La Martinière)

### 1994
- Premio del libro : « Waterline » de Arno Rafael Minkkinen (Marval)

### 1995
Premio del festival
- Premio del libro : aux éditions Schirmer-Mosel

Otorgado durante el festival
- Premio Leica Oskar Barnack : Gianni Berengo Gardin

### 1996
Premio del festival
- Premio del libro images : « Photoworks » de Sigmar Polke (Scalo)
- Premio del libro escrito : « Fotografía y sociedad en la España de Franco » (Lunwerg)

Otorgado durante el festival
- Premio Leica Oskar Barnack : Larry Towell

### 1997
Premio del festival
- Premio del libro images : « Mein Kampf » de David Levinthal (Twin Palms)
- Premio del libro escrito : « Sputnik » de Joan Fontcuberta (Fundación Arte y Tecnología)

Otorgado durante el festival
- Premio Leica Oskar Barnack : Jane Evelyn Atwood

### 1998
Otorgado durante el festival
- Premio Leica Oskar Barnack : Fabio Ponzio

### 1999
Otorgado durante el festival
- Premio Leica Oskar Barnack : Claudine Doury

### 2000
Otorgado durante el festival
- Premio Leica Oskar Barnack : Luc Delahaye

### 2001
Otorgado durante el festival
- Premio Leica Oskar Barnack : Bertrand Meunier

### 2002
- Descubrimiento: Peter Granser
- Premio "No Limit": Jacqueline Hassink
- Diálogo de la humanidad: Tom Wood
- Fotógrafo del año: Roger Ballen
- Apoyo al proyecto: Pascal Aimar, Chris Shaw
- Premio del libro: Sibusiso Mbhele and His Fish Helicopter de Koto Bolofo (powerHouse Books, 2002)
- Apoyo a la publicación: Une histoire sans nom de Anne-Lise Broyer

Jurado : Denis Curti, Alberto Anault, Alice Rose George, Manfred Heiting, Erik Kessels, Claudine Maugendre, Val Williams

### 2003
- Descubrimiento: Zijah Gafic
- Premio "No Limit": Thomas Demand
- Diálogo de la humanidad: Fazal Sheikh
- Fotógrafo del año: Anders Petersen
- Apoyo al proyecto: Jitka Hanzlova
- Premio del libro: Hide That Can de Deirdre O’Callaghan (Trolley Books, 2002)
- Apoyo a la publicación: A Personal Diary of Chinese Avant-Garde in the 1990s, China (1993–1998) by Xing Danwen

Jurado: Giovanna Calvenzi, Hou Hanru, Christine Macel, Anna Lisa Milella, Urs Stahel

### 2004
- Descubrimiento: Yasu Suzuka
- Premio "No Limit": Jonathan de Villiers
- Diálogo de la humanidad: Edward Burtynsky
- Apoyo al proyecto: John Stathatos
- Premio del libro: Particulars de David Goldblatt (Goodman Gallery, 2003)

Jurado: Eikoh Hosoe, Joan Fontcuberta, Tod Papageorge, Elaine Constantine, Antoine d’Agata

### 2005
- Descubrimiento: Miroslav Tichý
- Premio "No Limit": Mathieu Bernard-Reymond
- Diálogo de la humanidad: Simon Norfolk
- Apoyo al proyecto: Anna Malagrida
- Premio del libro: Temporary Discomfort (Chapter I-V), de Jules Spinatsch (Lars Müller Publishers, 2005)

Jurado: Ute Eskildsen, Jean-Louis Froment, Michel Mallard, Kathy Ryan, Marta Gili

### 2006
- Descubrimiento: Alessandra Sanguinetti
- Premio "No Limit": Randa Mirza
- Diálogo de la humanidad: Wang Qingsong
- Apoyo al proyecto: Walid Raad
- Premio del libro: Form aus Licht und Schatten, de Heinz Hajek-Halke (Steidl, 2005)

Jurado: Vincent Lavoie, Abdoulaye Konaté, Yto Barrada, Marc-Olivier Wahler, Alain d’Hooghe

### 2007
- Descubrimiento: Laura Henno
- Premio del libro: Empty Bottles, de WassinkLundgren (Thijs groot Wassink y Ruben Lundgren) (Veenman Publishers, 2007)
- Premio al libro histórico: László Moholy-Nagy: Color in Transparency: Photographic Experiments in Color, 1934–1946, de Jeannine Fiedler (Steidl & Bauhaus-Archiv, 2006)

Jurado: Bice Curiger, Alain Fleischer, Johan Sjöström, Thomas Weski, Anne Wilkes Tucker

### 2008
- Descubrimiento: Pieter Hugo
- Premio del libro: Strange and Singular por Michael Abrams (Loosestrife, 2007)
- Premio al libro histórico: Nein, Onkel: Snapshots from Another Front 1938–1945 por Ed Jones y Timothy Prus (Archive of Modern Conflict, 2007)

Jurado: Elisabeth Biondi, Luis Venegas, Nathalie Ours, Caroline Issa y Massoud Golsorkhi, Carla Sozzani

### 2009
- Descubrimiento: Rimaldas Viksraitis
- Premio del libro: From Back Home por Anders Petersen y JH Engström (Bokförlaget Max Ström, 2009)
- Premio al libro histórico: In History por Susan Meiselas (Steidl y International Center of Photography, 2008)

Jurado: Lucien Clergue, Bernard Perrine, Alain Desvergnes, Claude Hudelot, Agnès de Gouvion Saint-Cyr, Louis Mesplé, Bernard Millet, Michel Nuridsany, Joan Fontcuberta, Christian Caujolle, Giovanna Calvenzi, Martin Parr, Christian Lacroix, Arnaud Claass, Christian Milovanoff

### 2010
- Descubrimiento: Taryn Simon
- Premio del libro: Photography 1965–74 por Yutaka Takanashi (Only Photograph, 2010)
- Premio al libro histórico: Les livres de photographies japonais des années 1960 et 1970 por Ryuichi Kaneko y Ivan Vartanian (Seuil, 2009)

### 2011
- Descubrimiento: Mikhael Subotzky y Patrick Waterhouse[5]
- Premio del libro: A Living Man Declared Dead and Other Chapters por Taryn Simon (Mack, 2011)[5]
- Premio al libro histórico: Works por Lewis Baltz (Steidl, 2010)[5]

### 2012
- Descubrimiento: Jonathan Torgovnik
- Premio del libro: Redheaded Peckerwood por Christian Patterson (Mack, 2011)
- Premio al libro histórico: Les livres de photographie d’Amérique latine por Horacio Fernández (Images en Manœuvres Éditions, 2011)

### 2013
- Descubrimiento: Yasmine Eid-Sabbagh y Rozenn Quéré
- Premio del libro: Anticorps por Antoine d’Agata (Xavier Barral & Le Bal, 2013)[6]
- Premio al libro histórico: AOI [COD.19.1.1.43] – A27 [S | COD.23 por Rosângela Rennó (Self-published, 2013)

### 2014
- Descubrimiento: Zhang Kechun
- Premio del libro: Hidden Islam por Nicolo Degiorgis (Rorhof, 2014)
- Premio al libro histórico: Paris mortel retouché por Johan van der Keuken (Van Zoetendaal Publishers, 2013)

### 2015
- Descubrimiento: Pauline Fargue
- Premio del libro: H. said he loved us por Tommaso Tanini (Discipula Editions, 2014)
- Premio al libro histórico: Monograph Vitas Luckus. Works & Biography por Margarita Matulytė y Tatjana Luckiene-Aldag (Kaunas Photography Gallery y Lithuanian Art Museum, 2014)
- Photo Folio Review: Piero Martinelo (ganador); Charlotte Abramow, Martin Essi, Elin Høyland, Laurent Kronenthal (special mentions)

### 2016[7]
- Descubrimiento: Sarah Waiswa
- Premio del libro: Taking Off. Henry My Neighbor por Mariken Wessels (Art Paper Editions, 2015)
- Premio al libro histórico: (in matters of) Karl por Annette Behrens (Fw: Books, 2015)
- Premio fotolibro: Negative Publicity: Artefacts of Extraordinary Rendition por Edmund Clark y Crofton Black (Aperture, 2015)
- Photo Folio Review: David Fathi (ganador); Sonja Hamad, Eric Leleu, Karolina Paatos, Maija Tammi (special mentions)
- Laureate Award: A History of Misogyny Chapter One: Abortion por Laia Abril

### 2017
- Descubrimiento: Carlos Ayesta y Guillaume Bression
- Premio del libro: Ville de Calais por Henk Wildschut (autopublicado, 2017) 
  - Mención especial al Premio del libro: Gaza Works por Kent Klich (Koenig, 2017)
- Premio al libro histórico: Latif Al Ani por Latif Al Ani (Hannibal Publishing, 2017)
- Premio fotolibro: The Movement of Clouds around Mount Fuji por Masanao Abe y Helmut Völter (Spector Books, 2016)
- Photo Folio Review: Aurore Valade (ganador); Haley Morris Cafiero, Alexandra Lethbridge, Charlotte Abramow, Catherine Leutenegger (menciones especiales)[8]

### 2018
- Descubrimiento: Paulien Oltheten
- Premio del libro: Photographic Treatment por Laurence Aëgerter (Dewi Lewis Publishing, 2017)
  - Especial mención al Premio del libro: The Iceberg por Giorgio di Noto (Edition Patrick Frey, 2017)
- Premio al libro histórico: The Pigeon Photographer por Julius Neubronner (Rorhof, 2017)
- Premio fotolibro: War Primer 2 por Adam Broomberg y Oliver Chanarin (Mack Books, 2018)
- Photo Folio Review: Kurt Tong (ganador)

### 2019
- Descubrimiento: Máté Bartha y Laure Tiberghien
  - Audience Descubrimiento: Alys Tomlinson
- Premio del libro: The Pillar por Stephen Gill (Sin publicar, 2019)[9]
- Premio al libro histórico: Enghelab Street, a Revolution through Books: Iran 1979–1983 por Hannah Darabi (Spector Books y Le Bal, 2019)
- Premio fotolibro: Dandaka por Vasantha Yogananthan (Chose Commune, 2018)
  - Mención especial del Premio fotolibro: Parce Que por Sophie Calle (Éditions Xavier Barral, 2018)
- Photo Folio Review: Anna Lim (ganador)

### 2020
- Libro foto-texto: Zanjir de Amak Mahmoodian
- Libro histórico: Segni Migranti de Mario Cresci
- Libro de autor: Flower Smuggler de Diana Tamane y Martin Germann
- Women In Motion: Sabine Weiss por su carrera
- Descubrimiento Louis Roederer: Poulomi Basu por Centralia y François-Xavier Gbré por Émergence
- Luma Rencontres Dummy Book Award: Bettina de Yto Barrada & Bettina

### 2021
- Women In Motion: Liz Johnson Artur
- Descubrimiento Louis Roederer: Rituels de maîtres II : les nus de Weston de Tarrah Krajnak
- Luma Rencontres Dummy Book Award: Moe Suzuki por Sokohi
- Libro foto-texto: The Idiots Delight de Duane Michals
- Libro histórico: To Make Thier Own Way in the World, The Enduring Legacy of the Zealy Daguerreotypes de Aperture Foundation & Peabody Museum of Archaeology and Ethnology Harvard University
- Libro de autor: Freedom Is Not Free de Mashid Mohadjerin
- Libro Madame Figaro-Arles: Eythar Gubara

### 2022
- Women In Motion: Babette Mangolte por sur carrera
- Descubrimiento Louis Roederer: Je ne supporte pas de te voir pleurer de Rahim Fortune
- Luma Rencontres Dummy Book Award: Maciejka Art por Hoja Santa
- Libro foto-texto: Desiderea Nuncia de Smith
- Libro histórico: Quitting your day job : Chauncey Hare’s photographic work de Robert Slifkin
- Libro de autor: Strike, Strajk de Rafaƚ Milach & collectivo
- Libro Madame Figaro-Arles: Amina Kadous por Or Blanc
- Photo Folio Review: Casa prestada para un duelo por Oleñka Carrasco

### 2023
- Descubrimiento Louis Roederer: 
  - Premio del jurado: Isadora Romero (Ecuador) por Fumée, Racine, Semence (Humo, Semilla, Raíz)
  - Premio del público: Soumaya Sankar Bose (India) por Discrète évasion dans les ténébres
- Libro de autor: 22 Days in Between de Salih Basheer
- Libro histórico: Laboratorio de Teatro Campesino e Indígena. Medio Siglo de Historia de Lourdes Grobet
- Libro foto-texto: Witch Hunt Vol. I: the Banished of Balsapuerto de Christo Geoghegan
- LUMA Rencontres Dummy Book Award: Arash Fayez poor Apolis
- Women In Motion: Rosângela Rennó
- Libro Madame Figaro-Arles: Hannah Darabi por Soleil of Persian Square
- Photo Folio Review: Randa Mirza